# Cheix-en-Retz

Cheix-en-Retz este o comună în departamentul Loire-Atlantique, Franța. În 2009 avea o populație de 821 de locuitori.